# Fúlvio Chiantia de Assis
Fúlvio Chiantia de Assis (San Paolo, 15 agosto 1981) è un ex cestista brasiliano con cittadinanza italiana.

## Carriera
Con il Brasile ha disputato i Campionati americani del 2017.

## Palmarès

### Club
- Liga Sudamericana: 1

UniCEUB Brasília: 2015
- Campionato Paulista: 1

São José: 2012